# Skitsernes drøm
Skitsernes drøm er Gnags' 20. studiealbum, udgivet i 2003 på Gnags' nystartede pladeselskab, S!MPLE Records. Pladen blev fulgt op af en længere albumpause. Først i 2008 udsendtes et nyt album, Legepladsen. Skitsernes drøm var det sidste Gnags-album med Jacob Riis-Olsen og Ivan Sørensen som bandmedlemmer.
Albummet blev lunkent modtaget af flere anmeldere. Gaffa tildelte pladen to ud af seks stjerner bl.a. med bemærkningen om, at Gnags virkede "velspillende, men uinspirerede", og at musikken lød som noget, der var hørt før. I Politiken betegnede Erik Jensen sangene som "skitseagtige, ufærdige og ufuldendte", selvom Gnags ifølge anmelderen fremstod som "et band, som har vitaliteten intakt og stadig er gode for en messe til masserne". Uffe Christensen fra Jyllands-Posten var lidt mere positiv: "Flere steder har Peter A.G. og co. fyldt lige lovlig meget i kurven fra hylderne i Gnags' egen genbrugsbutik. I andre tilfælde er det musikalske og tekstlige udbytte for magert, men når dette er sagt, så må i samme pennestrøg understreges, at der stadig er masser af energi i gamle Gnags. Energi og idé." I Berlingske Tidende konstaterede Mads Kastrup, at der var tre virkelig gode sange på pladen, men at de var "klemt ind mellem repetitioner, som fører tilbage til tvivlsomme udgivelser som f.eks. »Lygtemandens sang«." Anmeldelsen tildelte pladen tre ud af seks stjerner.
CD'en er DRM-beskyttet.
Skitsernes drøm var en salgsmæssig skuffelse og tilbragte kun to uger på hitlistens album-top 40. I 2017 udtalte Peter A.G. Nielsen, at albummet blev indspillet efter bookingbureauet Rock On gik konkurs, grundet den katastrofale Wig Wam Tour, og Gnags stod tilbage med et økonomisk tab: "Så hvis vi skulle op på hesten igen, måtte vi handle hurtigt med en plade og en turné. Men det var der alt for få, som opdagede, fordi pressen ignorerede os og betragtede os som passé. Men livet er ikke passé, før det er helt slut.

## Numre
1. "En biografbillet" (4:11)
2. "Når kærligheden kommer til byen" (4:13)
3. "Hvad gamle nisser siger" (4:00)
4. "Sommer i Danmark" (4:00)
5. "Mr. DJ" (3:28)
6. "Blomsten på dansegulvet" (3:43)
7. "Som en tåre i regnen" (3:31)
8. "En drøm om kærlighed" (4:03)
9. "Ekkoanlæg" (3:16)
10. "Ham hun ville ha', han ringede ikke" (3:44)
11. "Vriste og vrikke" (3:23)
12. "Her må vi desværre standse filmen" (3:16)

Tekst og musik: Peter A.G. Nielsen